# 角田安正
角田 安正（つのだ やすまさ、1958年 - ）は、日本の翻訳家。防衛大学校教授。

## 経歴
1983年、東京外国語大学大学院地域研究所研究科修士課程修了。
1994‐1996年、在ロシア日本国大使館専門調査員。ロシア地域研究専攻。

## 訳書
- 『上からの革命 - ソ連体制の終焉』（D・M・コッツ, F・ウィア、新評論） 2000年
- 『国家と革命』（V.I.レーニン、ちくま学芸文庫） 2001年／講談社学術文庫 2011年
- 『帝国主義論』（レーニン、光文社古典新訳文庫） 2006年
- 『世紀の売却 - 第二のロシア革命の内幕』（クライスティア・フリーランド、吉弘健二・松代助共訳、新評論） 2005年
- 『ゴルバチョフ・ファクター』（アーチー・ブラウン、小泉直美共訳、藤原書店） 2008年
- 『菊と刀』（ルース・ベネディクト、光文社古典新訳文庫） 2008年
- 『市民政府論』（ジョン・ロック、光文社古典新訳文庫） 2011年
- 『リヴァイアサン』全2巻（トマス・ホッブズ、光文社古典新訳文庫） 2014 - 2018年
- 『コモン・センス』（トマス・ペイン、光文社古典新訳文庫） 2021年
- 『人間の権利』（トマス・ペイン、光文社古典新訳文庫） 2025年